# Фридрих III фон Гозек
Фридрих III фон Гозек (на немски: Friedrich III von Goseck; * ок. 1065; † 5 февруари 1085 в Зшайплиц, днес част от Фрайбург на Унструт) от фамилията Гозек от род Бурхардинги e граф на Путелендорф (днес в Рослебен) в Тюрингия.
Той е единственият син на саксонския ландграф Фридрих II фон Гозек († 1088) и съпругата му Хедвиг от Бавария. Внук е на пфалцграф Фридрих I фон Гозек († 1042).
Фридрих III фон Гозек се жени ок. 1081 г. за Аделхайд фон Щаде (1065 – 1110) от род Удони, дъщеря на Лотар Удо II († 1082), граф на Щаде, маркграф на Северната марка.
Фридрих е убит на 5 февруари 1085 г. при лов от Дитрих и Улрих фон Дойтлебен и Райнхард фон Рейнщет  при Хоф Зшайплиц на Унструт.
Същата година се ражда син му Фридрих IV фон Гозек (* 1085; † 26 май или юни 1125), граф на Путелендорф и пфалцграф на Саксония.
Вдовицата му се омъжва за тюрингския граф Лудвиг Скачащия (1042 – 1123).